# Jan Myrdalsällskapet
Jan Myrdalsällskapet är ett svenskt litterärt sällskap som verkar för att sprida kunskap om Jan Myrdals och Gun Kessles verk och gärningar. Sällskapet grundades 2008 och var en bröllopspresent till Myrdal som offentliggjordes på Myrdals och Andrea Gaytan Vegas bröllop. Navet i sällskapets verksamhet är Jan Myrdalbiblioteket i Varberg som består av Myrdals och Kessles efterlämnade bok- och konstsamlingar. Biblioteket rymmer också Myrdals och Kessles konstsamling och deras personarkiv. 2010–2017 utsåg sällskapet pristagare till Jan Myrdals stora pris – Leninpriset och till Jan Myrdals lilla pris – Robespierrepriset. Efter 2017 är prisen fristående från sällskapet.